# دیکاتلون
گروه دِکاتلون (تلفظ فرانسوی: [dekatlɔ̃]) یکی از بزرگ‌ترین خرده فروشان اجناس ورزشی می‌باشد.
شرکت دِکاتلون در سال ۱۹۷۶ توسّط میشل لوکلرک  با راه اندازی یک فروشگاه در شهر لیل فرانسه راه اندازی شد. یک دهه بعد، دِکاتلون با راه اندازی فروشگاه‌هایی در خارج از فرانسه توسعه پیدا کرد. آلمان در سال ۱۹۸۶، اسپانیا در سال ۱۹۹۲، ایتالیا در سال ۱۹۸۸، پرتغال و بریتانیای کبیر در سال ۱۹۹۹، چین در سال ۲۰۰۳، هند در سال ۲۰۰۹ و محدوده آسیای شرقی در سال ۲۰۱۲.
دِکاتلون بیش از ۱۱۰۰ فروشگاه در ۳۸ کشور دنیا دارد و بیش از هفتاد و هشت هزار نفر نیرو از ۸۰ ملیت مختلف در استخدام این شرکت قرار دارند.

## نگارخانه

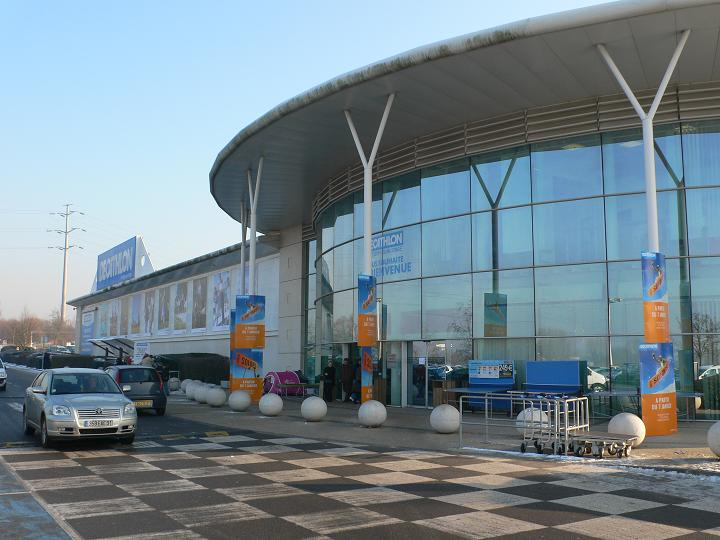
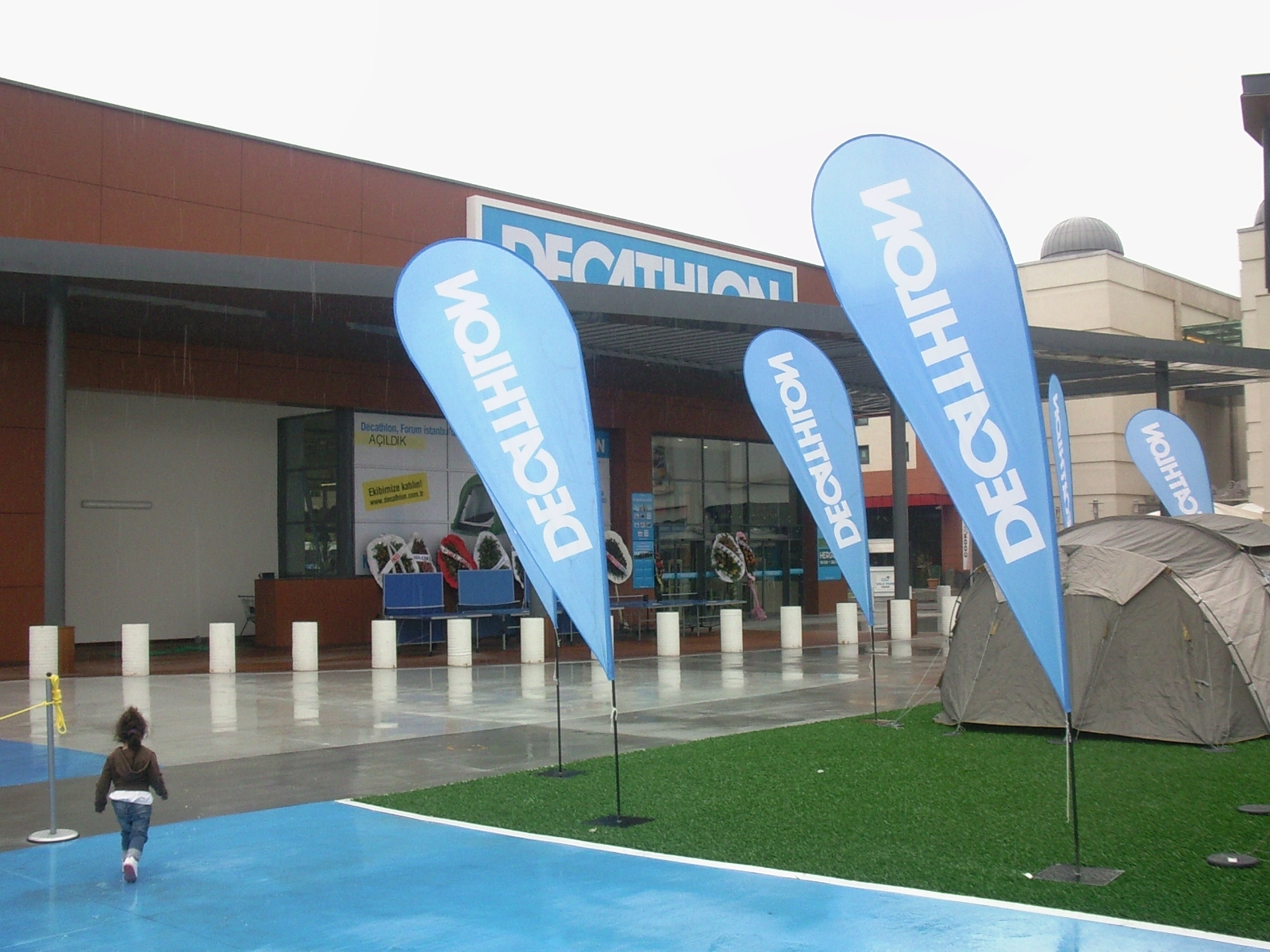
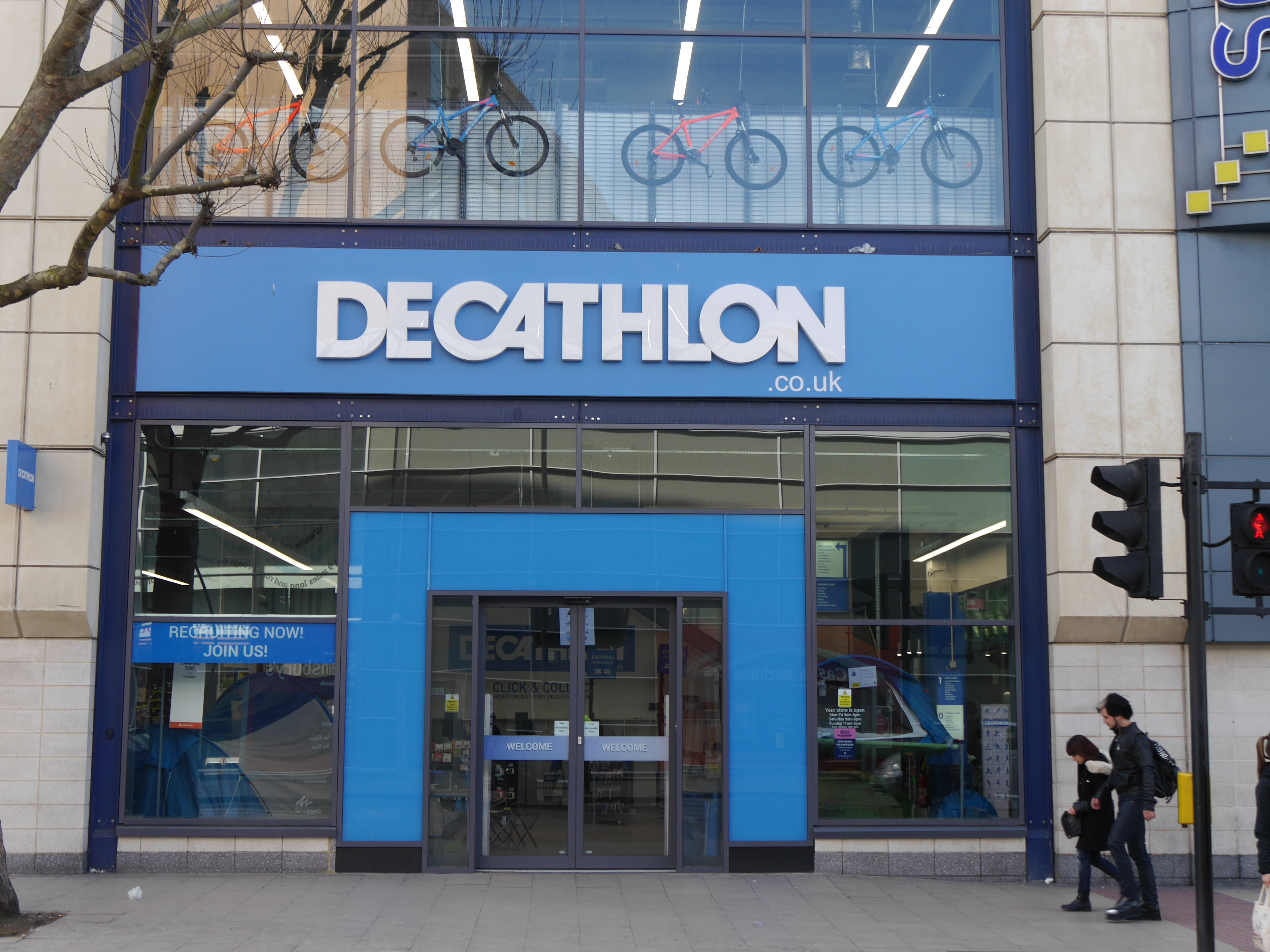
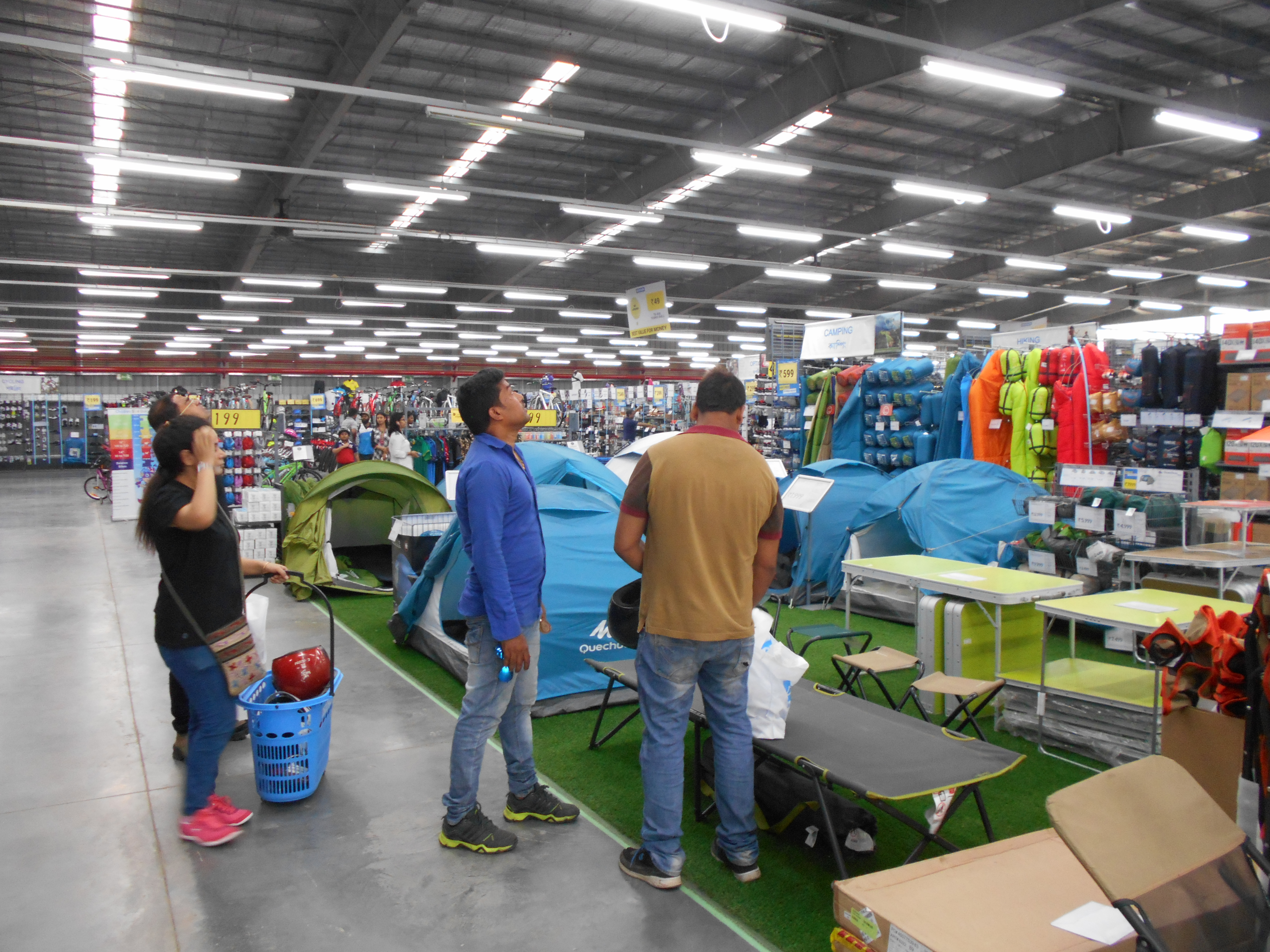
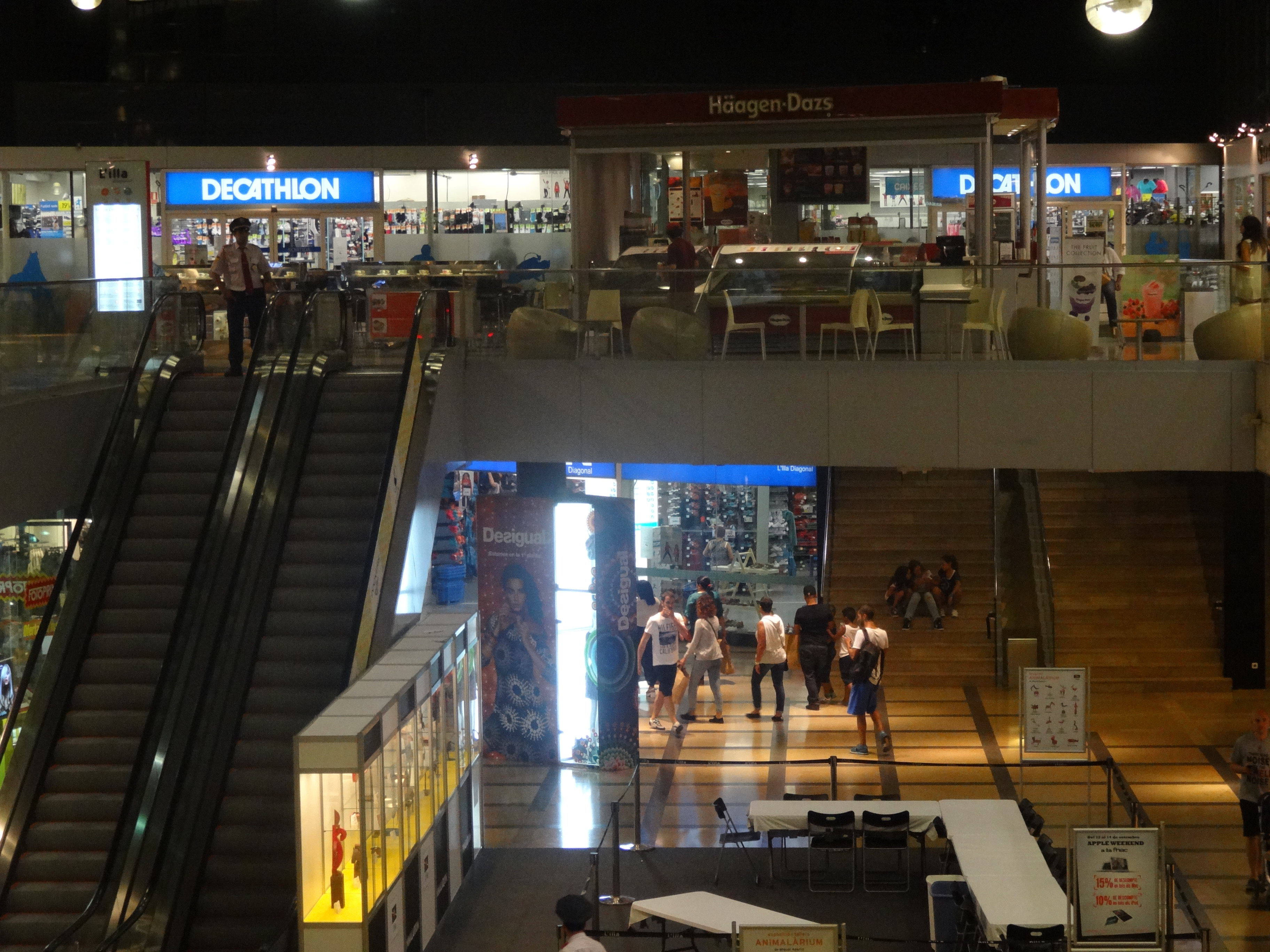
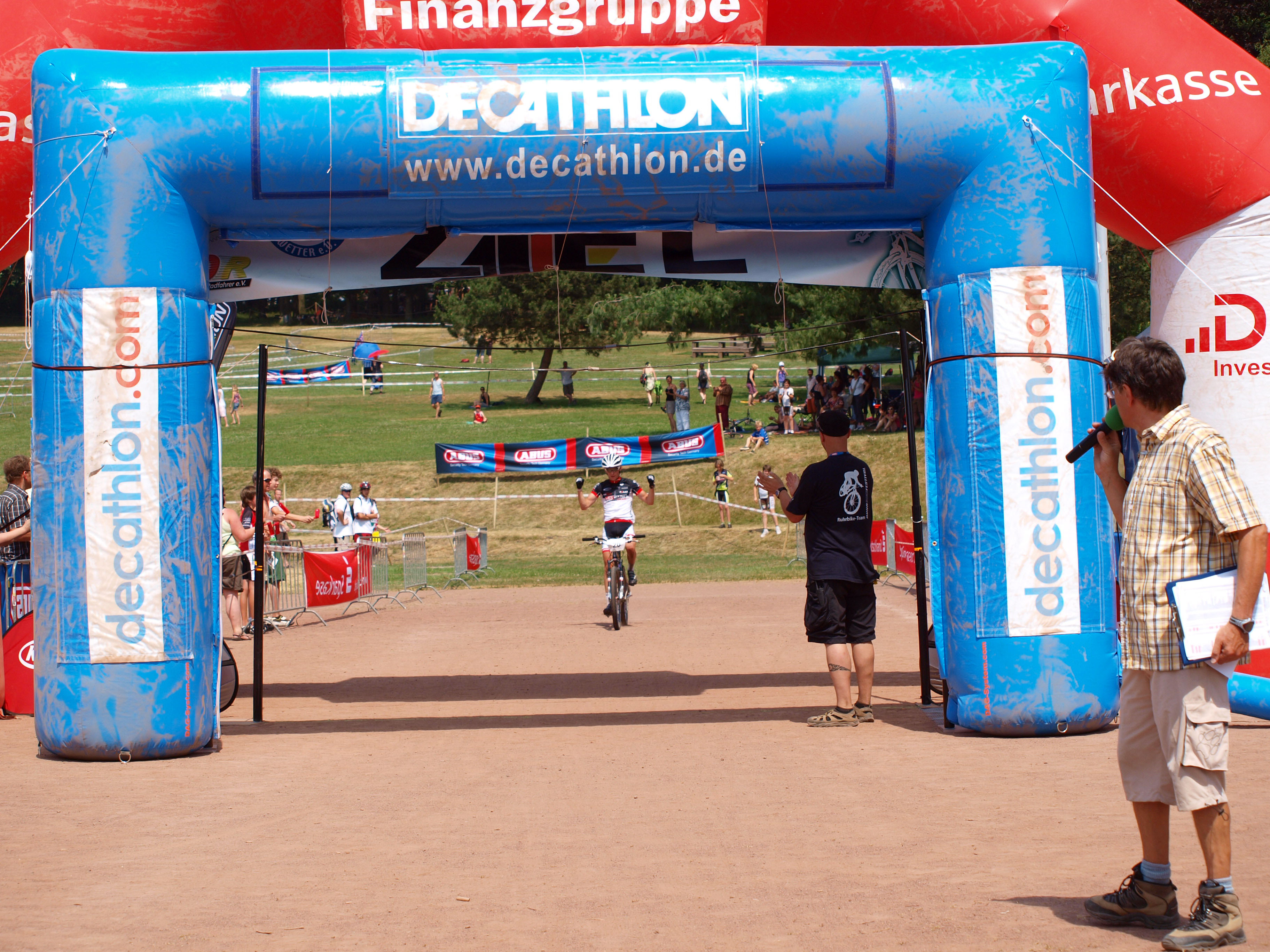
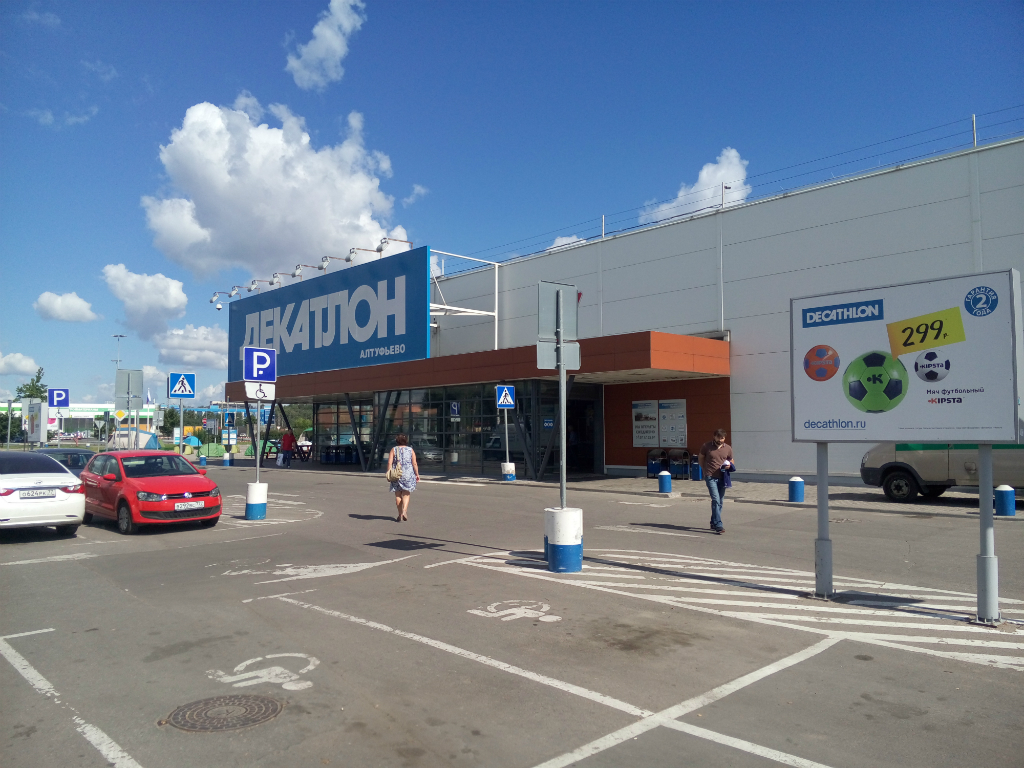